# Escola Superior de Cerveja e Malte
A ESCM (Escola Superior de Cerveja e Malte) é uma instituição de ensino superior brasileira fundada em março de 2014, com sede em Blumenau, Santa Catarina, focada no ensino e pesquisa relacionados ao setor de bebidas, com ênfase na produção cervejeira.

## História e Expansão
A ideia para a criação da ESCM surgiu quando os sócios Carlo Enrico Bressiani e Sergio Cadore, que já mantinham o Instituto de Administração e Direção de Empresas (IADE) desde 2008, identificaram uma lacuna no mercado brasileiro: um crescimento rápido no setor cervejeiro sem formação profissional formal disponível no país. Em 2013, Bressiani viajou para conhecer escolas de cervejaria em Munique e Berlim, na Alemanha, e Filadélfia e Chicago, nos Estados Unidos, antes da fundação.
A Escola Superior de Cerveja e Malte foi inaugurada oficialmente em março de 2014. No seu primeiro ano de operação, a escola registrou mais de 900 alunos e lançou cursos nas áreas de degustação e harmonização, gestão, tecnologia e produção, além de uma Pós-Graduação em Tecnologia Cervejeira, oferecida nas modalidades presencial e a distância.
Em 2015, a instituição inaugurou a República Home Beer, um espaço de hospedagem para estudantes em Blumenau, com o objetivo de atender à demanda de alunos de fora do estado. No mesmo ano, a ESCM estabeleceu uma parceria com a alemã Doemens Akademie, uma das entidades mais respeitadas na área.
Um marco importante ocorreu em maio de 2016, quando a ESCM obteve o credenciamento do Ministério da Educação (MEC) para atuar no Ensino Superior, conforme Portaria nº 359 de 05 de maio de 2016. Neste ano, Carlo Enrico Bressiani tornou-se o único sócio da empresa e iniciou viagens pela América Latina para estudar o melhor destino para uma possível expansão.
Em 2017, a ESCM criou o curso de Engenharia de Produção Cervejeira, cujas aulas para a primeira turma tiveram início em fevereiro de 2018. A direção da instituição descreveu-o como o primeiro curso de nível superior no Brasil inteiramente voltado para o estudo da produção de cerveja, e o segundo no mundo, sendo o primeiro fora da Alemanha. A Escola Superior de Cerveja e Malte encerrou o ano de 2017 com uma receita de R$ 3,6 milhões e projetou um crescimento de 35% na receita para o ano seguinte.
Por volta de 2018, a ESCM já operava no Uruguai e iniciou operações na Argentina. Em 2019, sua presença internacional continuou a crescer, com operações também estabelecidas no Paraguai.
Em 2020, a ESCM expandiu suas operações para Portugal, em parceria com a Cerveja Nortada, marcando o quinto país com atuação local e o primeiro na Europa. Naquele ano, a instituição havia ultrapassado a marca de dez mil alunos formados, provenientes de mais de vinte nacionalidades.  
Em 2024, a ESCM foi designada para a coordenação técnica do Concurso Brasileiro de Cervejas e promoção do Seminário Técnico Internacional da Cerveja e da Feira Brasileira da Tecnologia Cervejeira, eventos que ocorreram em Blumenau, em março de 2025.
Até maio de 2025, a ESCM já havia formado mais de 15 mil alunos em diversos cursos livres e de formação profissionalizante com foco na atuação na indústria cervejeira e de bebidas.